# 15 فبراير
- السبت
- الأحد
- الاثنين
- الثلاثاء
- الأربعاء
- الخميس
- الجمعة

- 12 شعبان 1446  هـ
- 23 شعبان 1446  هـ
- 34 شعبان 1446  هـ
- 45 شعبان 1446  هـ
- 56 شعبان 1446  هـ
- 67 شعبان 1446  هـ
- 78 شعبان 1446  هـ
- 89 شعبان 1446  هـ
- 910 شعبان 1446  هـ
- 1011 شعبان 1446  هـ
- 1112 شعبان 1446  هـ
- 1213 شعبان 1446  هـ
- 1314 شعبان 1446  هـ
- 1415 شعبان 1446  هـ
- 1516 شعبان 1446  هـ
- 1617 شعبان 1446  هـ
- 1718 شعبان 1446  هـ
- 1819 شعبان 1446  هـ
- 1920 شعبان 1446  هـ
- 2021 شعبان 1446  هـ
- 2122 شعبان 1446  هـ
- 2223 شعبان 1446  هـ
- 2324 شعبان 1446  هـ
- 2425 شعبان 1446  هـ
- 2526 شعبان 1446  هـ
- 2627 شعبان 1446  هـ
- 2728 شعبان 1446  هـ
- 2829 شعبان 1446  هـ

15 فبراير أو 15 شُباط أو يوم 15 \ 2 (اليوم الخامس عشر من الشهر الثاني) هو اليوم السادس والأربعون (46) من السنة وفقًا للتقويم الميلادي الغربي (الغريغوري). يبقى بعده 319 يومًا لانتهاء السنة، أو 320 يومًا في السنوات الكبيسة.

## أحداث
- 399 ق.م - الحكم على الفيلسوف اليوناني سقراط بالإعدام.
- 1258 - هولاكو يدخل عاصمة الخلافة العباسية بغداد بعد إعلان الخليفة العباسي تسليم المدينة للمغول دون قيد أو شرط.
- 1794 - فرنسا تتبنى العلم الأزرق والأبيض والأحمر.
- 1898 - انفجار يدمر ويغرق المدمرة الأمريكية «يو.أس.أس. مين» في ميناء هافانا بكوبا، وقد أدى هذا الحادث إلى إعلان الولايات المتحدة الحرب على إسبانيا فيما عرف باسم الحرب الأمريكية الإسبانية، وهي الحرب التي جردت إسبانيا من كوبا والفلبين.
- 1928 - سلطة الانتداب الفرنسي على سوريا تعين تاج الدين الحسني رئيسًا على سوريا.
- 1936 - أدولف هتلر يعلن عن بدء خطة إنتاج سيارة رخيصة الثمن في ألمانيا، وكانت السيارة هي فولكس فاجن.
- 1942 - سقوط سنغافورة بيد اليابان، والجنرال البريطاني آرثر بيرسيفال يعلن استسلام 80,000 من قواته ليصبحوا أسرى حرب، وهو أكبر استسلام بريطاني في التاريخ وذلك أثناء الحرب العالمية الثانية.
- 1994 - زلزال في جنوب سومطرة بإندونيسيا بقوة 7.0 على مقياس ريختر قتل فيه 207 شخص وأصيب أكثر من 2000 وشرد حوالي 75000 وأدى إلى انهيارات أرضية وطينية وحرائق في مقاطعة لامبونغ.
- 1999 - قوات كوماندوس تركية تلقي القبض في كينيا على زعيم حزب العمال الكردستاني عبد الله أوجلان المطالب بالانفصال عن تركيا.
- 2000 - صحيفة «كول هعير» العبرية تكشف النقاب عن خطة إسرائيلية تعمل عليها وزارة الأديان لحفر نفق جديد تحت ساحة المبكى.
- 2003 - مظاهرات عالمية للتنديد بالحرب على العراق جمعت ما بين 10 ملايين و15 مليون شخص في أكثر من 600 مدينة.
- 2004 - انهيار جزء بمساحة 100 متر من الطريق المؤدي إلى باب المغاربة أحد الأبواب الرئيسية للمسجد الأقصى، بسبب أعمال الحفريات التي تقوم بها السلطات الإسرائيلية وقيامها بإزالة الأتربة المتساقطة وجزء من الجدار دون مراعاة تضمنها لآثار إسلامية.
- 2009 - تعديل دستوري في فنزويلا يلغي القيود على إعادة انتخاب الرئيس ويسمح للرئيس الفنزويلي هوغو تشافيز بالبقاء في السلطة إلى أن يخسر الانتخابات.
- 2011- بداية الاحتجاجات في بنغازي على خلفية اعتقال المحامي فتحي تربل في ما عرف لاحقاً بشرارة الثورة الليبية.
- 2012 - انتخاب أحمد عبد العزيز السعدون رئيسًا لمجلس الأمة الكويتي.
- 2013 - نيزك مر فوق مدينة تشليابينسك في روسيا يتسبب بأمطار نيزكية أدت إلى إصابة أكثر من 1000 شخص وخراب في حوالي 4300 منزل وهو أكبر نيزك مر على الأرض خلال هذا القرن.
- 2014 - رئيس الوزراء اللبناني المكلَّف تمَّام سلام يُعلن تشكيل الحكومة اللبنانيَّة الجديدة.
- 2015 - تنظيم داعش يُعدم 21 مصريًّا قبطيًّا من العاملين في ليبيا، والقوات المسلحة المصرية تُوجِّه غارات جويَّة لأهدافٍ تابعة للتنظيم سالِف الذِكر في ليبيا.
- 2021 - تعيين نجوزي أوكونجو إيويالا مديرًا عامًا لمنظمة التجارة العالمية، لتصبح أول امرأة وأول أفريقية في هذا المنصب.
- 2022 - مقتل ما لا يقل عن 152 شخصًا بسبب فيضانات وانهيارات أرضية في بلدية بتروبوليس، ريو دي جانيرو في البرازيل.

## مواليد
- 1386 - الملك لادسلاو الأول، ملك مملكة نابولي.
- 1519 - بيدرو مينينديز دي أفيلس، مستكشف وبحار إسباني.
- 1564 - جاليليو جاليلي، عالم رياضيات وفلكي إيطالي.
- 1710 - الملك لويس الخامس عشر، ملك فرنسا.
- 1811 - دومينجو فاوستينو سارمينتو، رئيس الأرجنتين.
- 1845 - إليهو روت، محامي ودبلوماسي أمريكي حاصل على جائزة نوبل للسلام عام 1912.
- 1861 - شارل إدوار غيوم، عالم فيزياء سويسري حاصل على جائزة نوبل في الفيزياء عام 1920.
- 1873 - هانس فون أويلر شلبين، عالم كيمياء حيوية سويدي حاصل على جائزة نوبل في الكيمياء عام 1929.
- 1882 - جون باريمور، ممثل أمريكي.
- 1901 - عبد المهدي مطر، فقيه وكاتب وشاعر وأستاذ جامعي العراقي.
- 1921 - مرسي جميل عزيز، شاعر مصري.
- 1935 - إيلي صنيفر، ممثل لبناني.
- 1941 - فاطمة الركراكي، ممثلة مغربية.
- 1942 - عبد الله مشرف، ممثل مصري.
- 1945 - تركي الفيصل بن عبد العزيز آل سعود، أمير من العائلة المالكة آل سعود.
- 1952 - ينز يورن بيرتيلسن، لاعب كرة قدم دنماركي.
- 1953 - شكري أنيس فاخوري، كاتب وروائي لبناني.
- 1954 - ميان كل أكبر زيب، دبلوماسي باكستاني.
- 1956 - عبد الله موسى أبو عبد الصمد، مستشار أعمال نيجيري.
- 1959 - ماجد ياسين، ممثل عراقي.
- 1963 - ياسمين، ممثلة مصرية.
- 1972 - ابتهال الخطيب، أكاديمية وناشطة حقوق الإنسان وصحفية كويتية.
- 1974 - فيصل باجي، لاعب كرة قدم جزائري.
- 1976 - عاصم حواط، ممثل سوري.
- 1978 - ريكاردو أليغريتي، لاعب كرة قدم إيطالي.
- 1981 - أوليفيا، مغنية أمريكية.
- 1982 -
  - ميرا جاسمين، ممثلة هندية.
  - نسرين طافش، ممثلة سورية.
- 1983 - فيليب ديغن، لاعب كرة قدم سويسري.
- 1986 -
  - أمي كوشيميزو، ممثلة أداء صوتي يابانية.
  - غابرييل باليتا، لاعب كرة قدم أرجنتيني.
  - أمبير رايلي، ممثلة أمريكية.
- 1988 - روي باتريسيو، لاعب كرة قدم برتغالي.
- 1990 - خلود عيسى، ممثلة تونسية.
- 1998 - زاكاري جوردون، ممثل أمريكي.

## وفيات
- 1915 - ثيودور إيشيرش، طبيب ألماني.
- 1928 - هربرت أسكويث، رئيس وزراء المملكة المتحدة.
- 1949 - جميل بطرس حلوة، شاعرٌ مَهْجري دمشقي.
- 1947 - مصطفى عبد الرازق، شيخ الجامع الأزهر وعضو مجمع اللغة العربية بالقاهرة.
- 1948 -
  - أحمد محمد حمادي، عالم مسلم ومتصوف وشاعر ليبي.
  - حسين محمد الشبيبي، سياسي وكاتب وشاعر عراقي.
- 1959 -
  - أوين ريتشاردسون، عالم فيزياء بريطاني حاصل على جائزة نوبل في الفيزياء عام 1928.
  - معتوق السليم، فقيه جعفري سعودي.
- 1972 - زكي رستم، ممثل مصري.
- 1979 - راضي الطباطبائي، فقيه مسلم وشاعر وكاتب عراقي.
- 1988 - ريتشارد فاينمان، عالم فيزياء أمريكي حاصل على جائزة نوبل في الفيزياء عام 1965.
- 1999 - هنري كيندال، عالم فيزياء أمريكي حاصل على جائزة نوبل في الفيزياء عام 1990.
- 2000 - عفت بنت محمد بن سعود الثنيان آل سعود، إحدى زوجات الملك فيصل بن عبد العزيز آل سعود.
- 2000 - شفيق جلال، مغني مصري.
- 2007 - فاتن فريد، مغنية وممثلة مصرية.
- 2012 -
  - حاتم ذو الفقار، ممثل مصري.
  - عبد الحافظ حلمي محمد، عالم أحياء ولغوي مصري.
- 2021
  - البدري فرغلي، نائب في مجلس النواب المصري.
  - روز نوري شاويس، سياسي كردي عراقي
- 2022 - محمد حدو الشيكر، سياسي ووزير مغربي سابق.

## أعياد ومناسبات
- اليوم الوطني في صربيا.
- يوم الدفاع الشامل في سنغافورة.
- اليوم العالمي لسرطان الأطفال.

## وصلات خارجية
- وكالة الأنباء القطريَّة: حدث في مثل هذا اليوم.
- النيويورك تايمز: حدث في مثل هذا اليوم.
- BBC: حدث في مثل هذا اليوم.